# Foca (sommergibile 1909)
Il Foca è stato un sommergibile della Regia Marina, prima unità subacquea italiana a portare questo nome. 

## Progetto, caratteristiche e costruzione
Derivato dalla classe Glauco, era progettato dall'ingegner Cesare Laurenti, ex maggiore del Genio Navale, frattanto uscito dai ranghi della Regia Marina per dirigere i cantieri FIAT del Muggiano.
Il progetto era volto al contenimento dei pesi, e questo portò a sviluppare alcune soluzioni come il posizionamento all'esterno di alcuni motori, e il collegamento di pompe e compressori direttamente agli assi delle eliche, eliminando così i cinematismi intermedi. Si trattò di uno dei pochi, se non l'unico sommergibile italiano ad avere tre eliche. Particolarità dell'apparato motore per la navigazione in superficie, propria solo del Foca e dei Glauco, fu l'uso, rivelatosi non molto adatto, della benzina come carburante.
Il tipo «Foca» ebbe un discreto successo: una unità gemella, lo Hvalen, venne ordinata dalla Reale Marina Svedese (tra l'altro questo sommergibile fu in grado di navigare con propri mezzi, senza scorta, per 4.000 miglia dall'Italia alla Svezia) ed un altro esemplare di minori dimensioni , il Dykkeren, con  sola propulsione elettrica, dalla Reale Marina Danese. L'ingegner Laurenti divenne uno dei principali progettisti di sommergibili, non solo per la Regia Marina, ed i cantieri del Muggiano divennero tra i principali costruttori al mondo di sommergibili. Dal Foca e dai Glauco furono sviluppate le principali classi di sommergibili costieri italiani fino al 1918, e la tipologia fu detta «Laurenti».

## Storia
Una volta operativo, il Foca fu assegnato alla base di Venezia.
Il 26 aprile 1909, durante il viaggio di trasferimento da La Spezia a Venezia, sul Foca, che si trovava a Napoli per approvvigionarsi di carburante, si verificò uno scoppio di gas prodotto dagli accumulatori in corso di carica. La detonazione incendiò la benzina ed il sommergibile fu invaso dalle fiamme: per evitare danni irreparabili, occorse autoaffondare il sommergibile come estrema manovra per estinguere l'incendio.
Nel rogo perirono 14 uomini, quasi tutto l'equipaggio del sommergibile. Il comandante in seconda, tenente di vascello Angelo Bertolotto, riportò ustioni gravissime nel tentativo di domare le fiamme: morì il giorno seguente nell'ospedale della Regia Marina di Napoli, ed alla sua memoria fu conferita la Medaglia d'oro al valor militare. 
Qualche giorno dopo il disastro il relitto del Foca fu riportato a galla e trainato a La Spezia; trascorse un anno in cantiere per le riparazioni ed anche diverse modifiche, inclusive dell'eliminazione dell'elica centrale e del relativo motore.
Ad inizio giugno 1910 sommergibile salpò da La Spezia diretto a Napoli, ma, entrando in tale porto, entrò in collisione con un'altra unità, riportando vari danni che furono riparati alla meglio.
Già durante la navigazione da La Spezia a Napoli l'equipaggio aveva manifestato seri segni di malessere, ma una volta giunti a Venezia occorse ricoverarne i tre quarti: gli uomini erano stati intossicati dal gas fuoriuscito dai motori a benzina.
Il Foca entrò poi a far parte della IV Squadriglia Sommergibili con base a Venezia, ove fu impiegato nell'addestramento.
All'ingresso dell'Italia nella prima guerra mondiale il sommergibile, ancora in forza alla IV Squadriglia, aveva base a Brindisi, al comando del tenente di vascello Alhaique.
Ne assunse poi il comando il tenente di vascello Piero Ponzio, al comando del quale il Foca operò durante il conflitto con compiti perlopiù difensivi, ponendosi in agguato nelle acque costiere.
Nel 1916 il sommergibile cambiò base con Taranto; nuovo comandante dell'unità fu il tenente di vascello Luigi Nayrone.
Il Foca fu poi trasferito a La Spezia, operando per la locale Scuola Sommergibili sino alla data del disarmo.
Radiato nel 1918, fu demolito.